# Циркуляция атмосферы

Схема глобальной циркуляции атмосферы

Циркуляция атмосферы — совокупность воздушных течений над земной поверхностью. Воздушные течения по своим масштабам изменяются от десятков и сотен метров (такие движения создают локальные ветра) до сотен и тысяч километров, приводя к формированию в тропосфере циклонов, антициклонов, муссонов и пассатов. В стратосфере происходят преимущественно зональные переносы (что обуславливает существование широтной зональности).
Общая циркуляция атмосферы — система замкнутых течений воздушных масс, проявляющихся в масштабах континентов и океанов или всего земного шара. Местные циркуляции атмосферы определяются физико-географическими условиями конкретной местности. К ним относятся бризы, горно-долинные ветры и другие.
Движение воздуха происходит из областей высокого давления, создаваемого более плотным холодным воздухом, в более тёплые области с низким атмосферным давлением. Температура различается в связи с тем, что на разных широтах поверхность Земли по-разному прогревается Солнцем и земная поверхность имеет различные физические свойства, особенно из-за её разделения на сушу и море. Кроме того, на движение воздуха влияет вращение Земли вокруг своей оси и неоднородность её поверхности, что вызывает трение воздуха о почву и его увлечение. Первоначальным источником энергии всех циркуляционных процессов в атмосфере Земли является лучистая энергия Солнца. Энергия циркуляции атмосферы постоянно расходуется на трение, но непрерывно пополняется за счёт солнечного излучения.

## Общая циркуляция атмосферы
Общая циркуляция атмосферы  приводит к переносу вещества и энергии в атмосфере как в широтном, так и в меридианном направлениях, из-за чего являются важнейшим климатообразующим процессом, влияя на погоду в любом месте планеты. В тропосфере в ней участвуют пассаты, муссоны, а также переносы воздушных масс, связанные с циклонами и антициклонами (циклоническая деятельность).

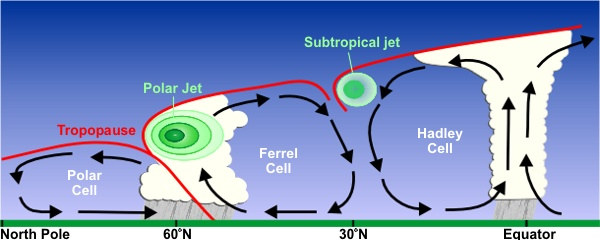
Движение потоков в ячейках: Хэдли, Феррела, полярной

Глобальными элементами атмосферной циркуляции в тропосфере являются три (в каждом полушарии) циркуляционные ячейки — ячейка Хэдли, ячейка Феррела, полярная ячейка.
В наиболее прогреваемых местах нагретый воздух имеет меньшую плотность и поднимается вверх, таким образом образуется зона пониженного атмосферного давления. Аналогичным образом образуется зона повышенного давления в более холодных местах.. Движение воздуха происходит из зоны высокого атмосферного давления в зону низкого атмосферного давления. Так как чем ближе к экватору и дальше от полюсов расположена местность, тем лучше она прогревается, в нижних слоях атмосферы существует преобладающее движение воздуха от полюсов к экватору. Однако Земля также вращается вокруг своей оси, поэтому на движущийся воздух действует сила Кориолиса и отклоняет это движение к западу. В верхних слоях тропосферы образуется обратное движение воздушных масс: от экватора к полюсам. Его кориолисова сила постоянно отклоняет к востоку, и чем дальше, тем больше. И в районах около 30 градусов северной и южной широты движение становится направленным с запада на восток параллельно экватору. В результате попавшему в эти широты воздуху некуда деваться на такой высоте, и он опускается вниз к земле. Здесь образуется область наиболее высокого давления (субтропический пояс высокого давления). Так образуются пассаты — постоянные ветры, дующие по направлению к экватору и на запад, и так как заворачивающая сила действует постоянно, при приближении к экватору пассаты дуют почти параллельно ему. Воздушные течения верхних слоёв, направленные от экватора к тропикам, называются антипассатами. Пассаты и антипассаты как бы образуют воздушное колесо, по которому поддерживается непрерывный круговорот воздуха между экватором и тропиками. Между пассатами Северного и Южного полушарий находится внутритропическая зона конвергенции.

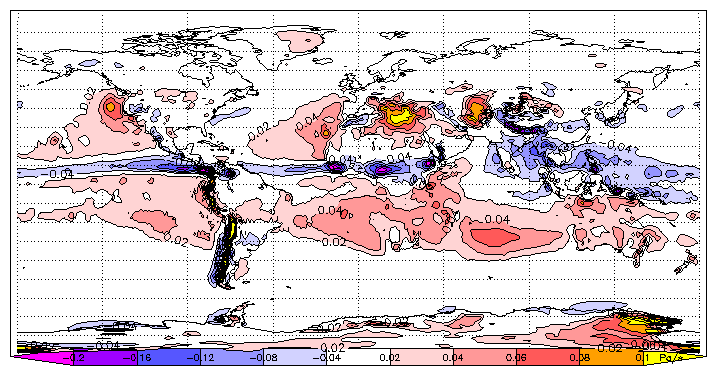
Вертикальная скорость на 500 hPa, июльское среднее. Восходящие (отрицательные величины) концентрируются близко к солнечному экватору; нисходящие (положительные величины) более рассредоточены.

В течение года эта зона смещается от экватора в более нагретое летнее полушарие. В результате в некоторых местах, особенно в бассейне Индийского океана, где основное направление переноса воздуха зимой — с запада на восток, летом оно заменяется противоположным. Такие переносы воздуха называются тропическими муссонами. Циклоническая деятельность связывает зону тропической циркуляции с циркуляцией в умеренных широтах, и между ними происходит обмен тёплым и холодным воздухом. В результате междуширотного обмена воздухом происходит перенос тепла из низких широт в высокие и холода из высоких широт в низкие, что приводит к сохранению теплового равновесия на Земле.
На самом деле циркуляция атмосферы непрерывно изменяется, как из-за сезонных изменений в распределении тепла на земной поверхности и в атмосфере, так и из-за образования и перемещения в атмосфере циклонов и антициклонов. Циклоны и антициклоны перемещаются в общем по направлению к востоку, при этом циклоны отклоняются в сторону полюсов, а антициклоны — в сторону от полюсов.
Таким образом образуются:
- зоны повышенного давления:
  - по обе стороны от экватора на широтах около 35 градусов;
  - в районе полюсов на широтах выше 65 градусов.
- зоны пониженного давления:
  - экваториальная депрессия — вдоль экватора;
  - субполярные депрессии — в субполярных широтах[4].

Этому распределению давления соответствуют западный перенос в умеренных широтах и восточный перенос в тропических и высоких широтах. В Южном полушарии, зональность циркуляции атмосферы выражена лучше, чем в Северном, так как там в основном океаны. Ветер в пассатах изменяется слабо и эти изменения мало меняют характер циркуляции. В среднем около 80 раз в год в некоторых районах внутритропической зоны конвергенции, развиваются тропические циклоны, которые резко изменяют установившийся режим ветров и состояние погоды в тропиках, реже за их пределами. Во внетропических широтах циклоны менее интенсивны, чем тропические. Развитие и прохождение циклонов и антициклонов — явление повседневное. Меридиональные составляющие циркуляции атмосферы, связанные с циклонической деятельностью во внетропических широтах, быстро и часто меняются. Однако бывает, что в течение нескольких суток и иногда даже недель обширные и высокие циклоны и антициклоны почти не меняют своё положение. Тогда происходят противоположно направленные длительные меридиональные переносы воздуха, иногда во всей толще тропосферы, которые распространяются над большими площадями и даже над всем полушарием. Поэтому во внетропических широтах различают два основных типа циркуляции над полушарием или большим его сектором: зональный, с преобладанием зонального, чаще всего западного переноса, и меридиональный, со смежными переносами воздуха по направлению к низким и высоким широтам. Меридиональный тип циркуляции осуществляет значительно больший междуширотный перенос тепла, чем зональный.
Циркуляция атмосферы также обеспечивает распределение влаги как между климатическими поясами, так и внутри них. Обилие осадков в экваториальном поясе обеспечивается не только собственным высоким испарением, но и переносом влаги (благодаря общей циркуляции атмосферы) из тропических и субэкваториальных поясов.
В субэкваториальном поясе циркуляция атмосферы обеспечивает смену сезонов. Когда муссон дует с моря, идут обильные дожди. Когда муссон дует со стороны засушливой суши, наступает сезон засухи.
Тропический пояс суше, чем экваториальный и субэкваториальный, так как общая циркуляция атмосферы переносит влагу к экватору. Кроме того, преобладают ветры с востока на запад, поэтому благодаря влаге, испарившейся с поверхности морей и океанов, в восточных частях материков выпадает достаточно много дождей. Дальше на запад дождей не хватает, климат становится аридным. Так образуются целые пояса пустынь, таких как Сахара или пустыни Австралии.